# Comtés de l'État du Missouri
L'État américain du Missouri est divisé en 114 comtés (counties) et une ville indépendante : Saint-Louis.
La ville indépendante de Saint-Louis n’est pas dans les limites d’un comté. Ses habitants ont voté pour la sécession du comté de Saint-Louis en 1876. Aux États-Unis, Saint-Louis est l’une des trois villes indépendantes en dehors de l’État de Virginie (les deux autres sont Baltimore au Maryland et Carson City, capitale du Nevada.
30 comtés portent un nom unique, tandis que chacun des 84 autres a un ou plusieurs homonymes dans d'autres États de l'Union.

## Liste des comtés
La liste indique le siège du comté entre parenthèses.
- Adair (Kirksville)
- Andrew (Savannah)
- Atchison (Rock Port)
- Audrain (Mexico)
- Barry (Cassville)
- Barton (Lamar)
- Bates (Butler)
- Benton (Warsaw)
- Bollinger (Marble Hill)
- Boone (Columbia)
- Buchanan (Saint Joseph)
- Butler (Poplar Bluff)
- Caldwell (Kingston)
- Callaway (Fulton)
- Camden (Camdenton)
- Cap-Girardeau (Jackson)
- Carroll (Carrollton)
- Carter (Van Buren)
- Cass (Harrisonville)
- Cedar (Stockton)
- Chariton (Keytesville)
- Christian (Ozark)
- Clark (Kahoka)
- Clay (Liberty)
- Clinton (Plattsburg)
- Cole (Jefferson City)
- Cooper (Boonville)
- Crawford (Steelville)
- Dade (Greenfield)
- Dallas (Buffalo)
- Daviess (Gallatin)
- DeKalb (Maysville)
- Dent (Salem)
- Douglas (Ava)
- Dunklin (Kennett)
- Franklin (Washington)
- Gasconade (Hermann)
- Gentry (Albany)
- Greene (Springfield)
- Grundy (Trenton)
- Harrison (Bethany)
- Henry (Clinton)
- Hickory (Hermitage)
- Holt (Oregon)
- Howard (Fayette)
- Howell (West Plains)
- Iron (Ironton)
- Jackson (Independence)
- Jasper (Carthage)
- Jefferson (Hillsboro)
- Johnson (Warrensburg)
- Knox (Edina)
- Laclede (Lebanon)
- Lafayette (Lexington)
- Lawrence (Mount Vernon)
- Lewis (Monticello)
- Lincoln (Troy)
- Linn (Linneus)
- Livingston (Chillicothe)
- McDonald (Pineville)
- Macon (Macon)
- Madison (Fredericktown)
- Maries (Vienna)
- Marion (Palmyra)
- Mercer (Princeton)
- Miller (Tuscumbia)
- Mississippi (Charleston)
- Moniteau (California)
- Monroe (Paris)
- Montgomery (Montgomery City)
- Morgan (Versailles)
- New Madrid (New Madrid)
- Newton (Neosho)
- Nodaway (Maryville)
- Oregon (Alton)
- Osage (Linn)
- Ozark (Gainesville)
- Pemiscot (Caruthersville)
- Perry (Perryville)
- Pettis (Sedalia)
- Phelps (Rolla)
- Pike (Bowling Green)
- Platte (Platte City)
- Polk (Bolivar)
- Pulaski (Waynesville)
- Putnam (Unionville)
- Ralls (New London)
- Randolph (Moberly)
- Ray (Richmond)
- Reynolds (Centerville)
- Ripley (Doniphan)
- Saint Charles (Saint Charles)
- Saint Clair (Osceola)
- Saint-François (Farmington)
- Sainte-Geneviève (Sainte Genevieve)
- Saint Louis (Clayton)
- Saline (Marshall)
- Schuyler (Lancaster)
- Scotland (Memphis)
- Scott (Benton)
- Shannon (Eminence)
- Shelby (Shelbyville)
- Stoddard (Bloomfield)
- Stone (Galena)
- Sullivan (Milan)
- Taney (Forsyth)
- Texas (Houston)
- Vernon (Nevada)
- Warren (Warrenton)
- Washington (Potosi)
- Wayne (Greenville)
- Webster (Marshville)
- Worth (Grant City)
- Wright (Hartville)
- Saint-Louis